# Patronerna
Patronerna är GIF Sundsvalls officiella supporterklubb. Föreningen bildades 1999.
2002 blev Patronernas tifogrupp, dåvarande Färgpatronerna och senare FP-tifo och TCB Tifo, tvåa i det svenska tifopriset, ett pris som sponsrades av Canal+ (numera Cmore) som hade tv-rättigheterna för Allsvenskan. 2004 vann FP-tifo tävlingen för tifot ”Fight The Anti-GIF Conspiracy!”
Därutöver finns fraktionerna Sektion Norr och Alnö Nice Guys (ANG). 
På hemmamatcherna återfinns hejaklacken på ståplatssektionen på den östra läktaren på NP3 Arena, även kallad "Mathildas".

## Lokalavdelningar
I Stockholm finns även supporterklubben GIF08 som arrangerar resor och fram t o m 2010 samlades för tv-sända matcher i klubblokalen vid Telefonplan i Hägersten. Numera ses matcherna på tv på stamkrogen O’Learys i Gamla stan.
I Göteborg finns supporterklubben GIF031. I Skåne heter Giffarnas lokala supporterklubb GIF040.